# Crimine di Cirò
Il Crimine di Cirò è un'organizzazione criminale di 'ndrangheta al di sopra dei locali che insistino pressappoco nell'area della provincia di Crotone ed in parte in quella di Cosenza e Catanzaro.

## La riunione dei crimini
Il crimine di Cirò, inteso come responsabile del gruppo di fuoco dell'organizzazione nel ruolo di crimine del suo locale (il locale di Cirò) ha inoltre insieme ai crimini di Africo, Gioiosa Jonica, Platì, Rosarno e Sinopoli e del capocrimine San Luca in una riunione condivisa la facoltà di concedere ai membri della 'ndrangheta la possibilità di commettere un omicidio nei confronti di un affiliato, di un membro di Cosa Nostra, della Camorra o della Sacra Corona Unita e di appartenenti alle forze dell'ordine e della magistratura.
Il Crimine di Cirò può far parte di questa riunione in virtù del fatto di come gestì l'omicidio di un certo Francesco Canale soprannominato il tragediatore.